# Прелог
Прелог е бивше село в Североизточна България, област Добрич. 
През социалистическия период от 1949 до 1957 г. в толбухинското село функционира ТКЗС „Червена звезда”.
През 1969 г. с Указ № 267/обн. на 21 март 1969 г. село Прелог е заличено като самостоятелно селище.